# Gospodarka Słowacji
Gospodarka Słowacji – jedna z europejskich gospodarek narodowych. Po Czechach i Słowenii, Słowacja jest trzecim najbardziej rozwiniętym gospodarczo krajem byłego obozu socjalistycznego. Występują wyraźne różnice w rozwoju gospodarczym między wschodnią, biedniejszą częścią kraju, a zachodnią – bogatszą.
W wyniku udanych reform gospodarczych, w 2004 roku Słowacja została przyjęta do UE. W styczniu 2009 korona słowacka została zastąpiona przez euro.

## Historia
Po zakończeniu II wojny światowej Czechosłowacja znalazła się w strefie wpływów ZSRR. Obowiązującym systemem gospodarczym stał się realny socjalizm. Na terenie Słowacji zaczęto rozwijać na szeroką skalę hutnictwo oraz przemysł zbrojeniowy. Rozwój przemysłu ciężkiego był ekonomicznie nieuzasadniony ze względu na brak surowców naturalnych. Rozpad Czechosłowacji w 1993 Słowacja odczuła gorzej niż Czechy, a sama transformacja w gospodarkę wolnorynkową trwała dłużej, niż w pozostałych krajach dawnego RWPG. W latach 90. Słowacja uchodziła za kraj skorumpowany, a premier Vladimír Mečiar miał negatywną opinię w mediach europejskich, co nie sprzyjało inwestycjom zagranicznym oraz integracji z Zachodem.
W 1998 roku premierem Słowacji został Mikuláš Dzurinda. Za jego rządów podjęto kroki do przystąpienia do Unii Europejskiej oraz NATO.
W 2001 bezrobocie wyniosło rekordowe 19,2%. Spowodowane było podobnie jak w Polsce ograniczaniem przerostu zatrudnienia oraz upadkiem nierentownych zakładów pracy. Dzurinda wprowadził podatek liniowy, zmniejszył koszty pracy, ograniczył wydatki socjalne, co jednak nie przyniosło mu popularności politycznej. Dotkliwe dla społeczeństwa reformy gospodarcze i wysokie bezrobocie przyczyniły się do jego porażki w wyborów parlamentarnych w 2006. Nowym premierem został uznawany za populistę Robert Fico. Po objęciu władzy Fico nie zrealizował swoich obietnic dotyczących wycofania się z reform dokonanych przez swojego poprzednika. W 2009 Słowacja po spełnieniu warunków konwergencji przyjęła jako walutę euro.
| Rok  | Wzrost gospodarczy |
| ---- | ------------------ |
| 2002 | 4,4%               |
| 2003 | 3,9%               |
| 2004 | 3,9%               |
| 2005 | 6%                 |
| 2006 | 8,3%               |
| 2007 | 10,4%              |
| 2008 | 6,4%               |
| 2009 | –4,8%              |
| 2010 | 4%                 |
| 2011 | 3,2%               |
| 2012 | 2%                 |
| 2013 | 1,4%               |
| 2014 | 2,5%               |
| 2015 | 3,9%               |
| 2016 | 3,3%               |
| 2017 | 3,4%               |

## Rolnictwo
Użytki rolne zajmują 40,4% powierzchni kraju. Większość terenów pod uprawę znajduje się na południu kraju w dolinach Dunaju i Cisy. Uprawia się głównie pszenicę, kukurydzę, jęczmień (0,5% udziału w światowych zbiorach), buraki cukrowe (0,5% udziału w światowych zbiorach), winorośl, tytoń. Hoduje się bydło, trzodę chlewna, drób oraz owce. Rolnictwo jest zmechanizowane i wydajne. Pozyskanie drewna wynosi 1,6 m³ na osobę i należy do jednego z wyższych w Europie. Produkuje się tarcicę (0,6% udziału w światowej produkcji).

## Surowce naturalne

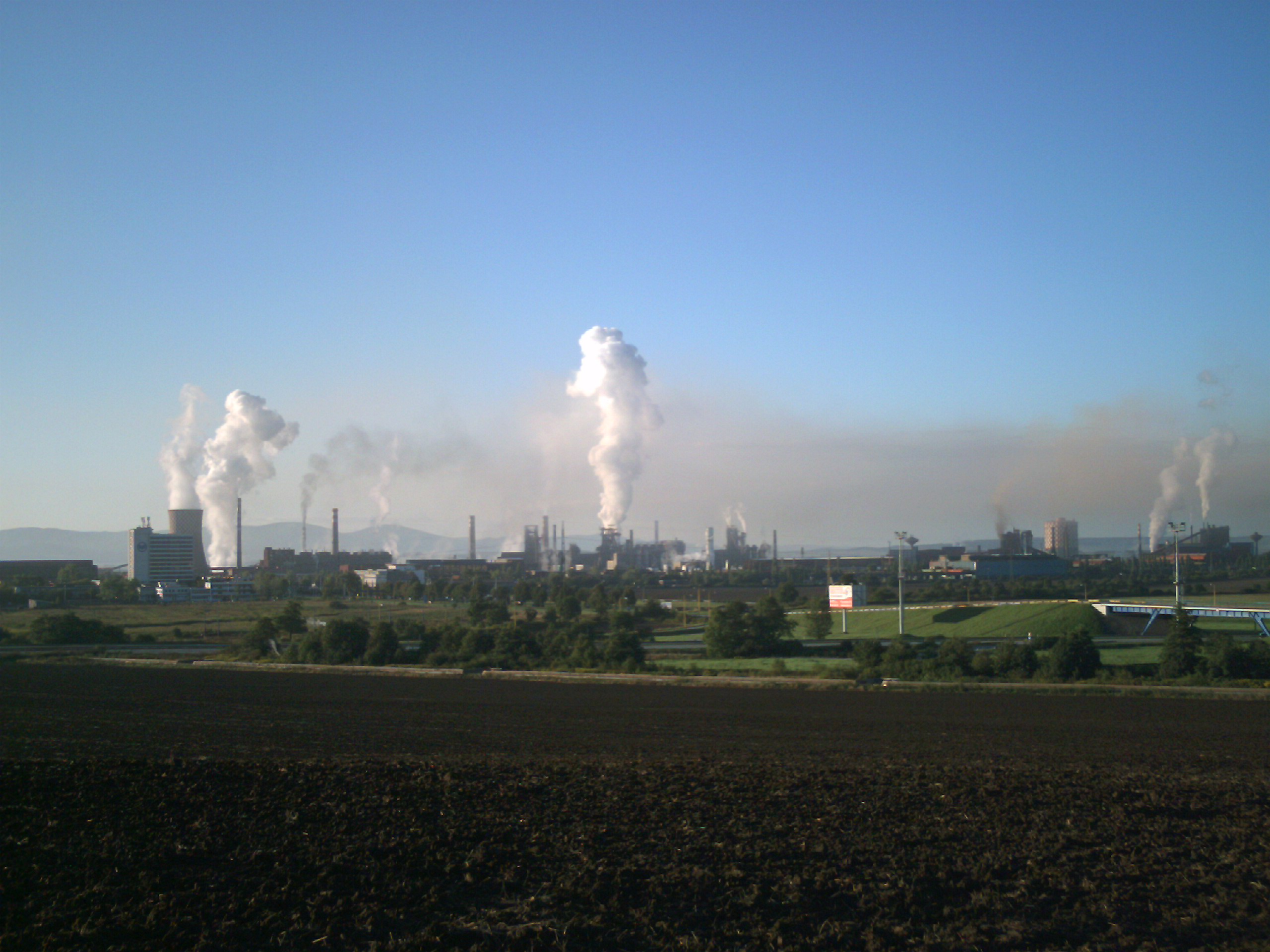
Východoslovenské železiarne, obecnie U. S. Steel Košice to największa huta stali na Słowacji

Na terenie Słowacji występują różnorodne, lecz mało zasobne surowce naturalne. Wydobywany jest węgiel brunatny, mangan, żelazo, miedź, rtęć, antymon, magnezyt. Na niewielką skalę wydobywa się ropę naftową (81. miejsce na świecie według CIA World Factbook).

## Przemysł
Przemysł ma wciąż duży udział w gospodarce i wytwarza 1/3 PKB. Największe ośrodki przemysłowe to Bratysława, Koszyce, Żylina, Bańska Bystrzyca, Martin, Nitra. Szczególne znaczenie odgrywa w nim rozwinięte w czasach socjalizmu hutnictwo. Słowacja jest 32. największym producentem stali na świecie. Głównym ośrodkiem produkcji stali są Koszyce, gdzie znajduje się największa huta na Słowacji – U. S. Steel Košice. Produkuje się również na niewielką skalę aluminium i nikiel, a także miedź. Niegdyś ważną rolę odgrywał przemysł zbrojeniowy, obecnie jego pozycja słabnie. Rozwinięty jest przemysł motoryzacyjny. Swoje zakłady produkcyjne przeniosły tu liczne przedsiębiorstwa motoryzacyjne, m.in. Volkswagen (zakład w Bratysławie), Peugeot (produkcja w Trnavie), Kia Motors (Żylina) Jaguar Land Rover (Nitra) oraz wielkie koncerny elektroniczne, m.in. Samsung Electronics (Galanta), Sony (Trnava i Nitra), a także AGD – Whirlpool (Poprad). Mały rynek wewnętrzny powoduje, że większość produkcji przeznacza się na eksport.

## Energetyka

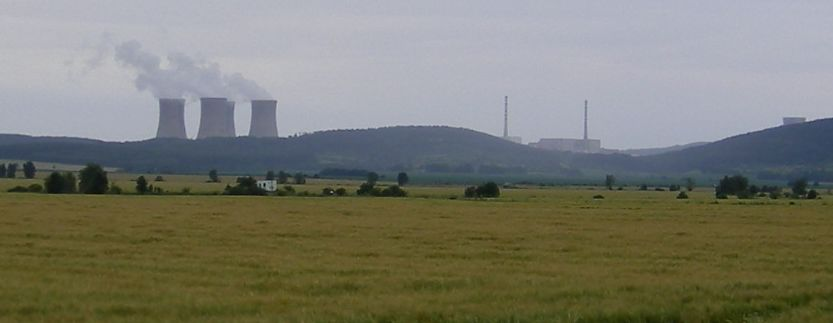
Elektrownia jądrowa Mochovce wytwarza 20% energii elektrycznej produkowanej na Słowacji

Słowacja produkuje rocznie 25,32 mld kWh (2016 rok). Ponad połowa energii elektrycznej jest produkowana w dwóch elektrowniach jądrowych – Elektrownia jądrowa Bohunice i Elektrownia jądrowa Mochovce. Ponieważ dwa przestarzałe reaktory w elektrowni jądrowej Bohunice zostały już wyłączone, Słowacja boryka się z niedoborem energii elektrycznej, którą musi importować z zagranicy. Planuje się wybudowanie dodatkowych, nowoczesnych reaktorów na miejsce starych, aby zrównoważyć deficyt energetyczny. Pozostałe źródła energii elektrycznej to elektrownie na gaz lub węgiel (29%) i wodne 16%.

## Turystyka

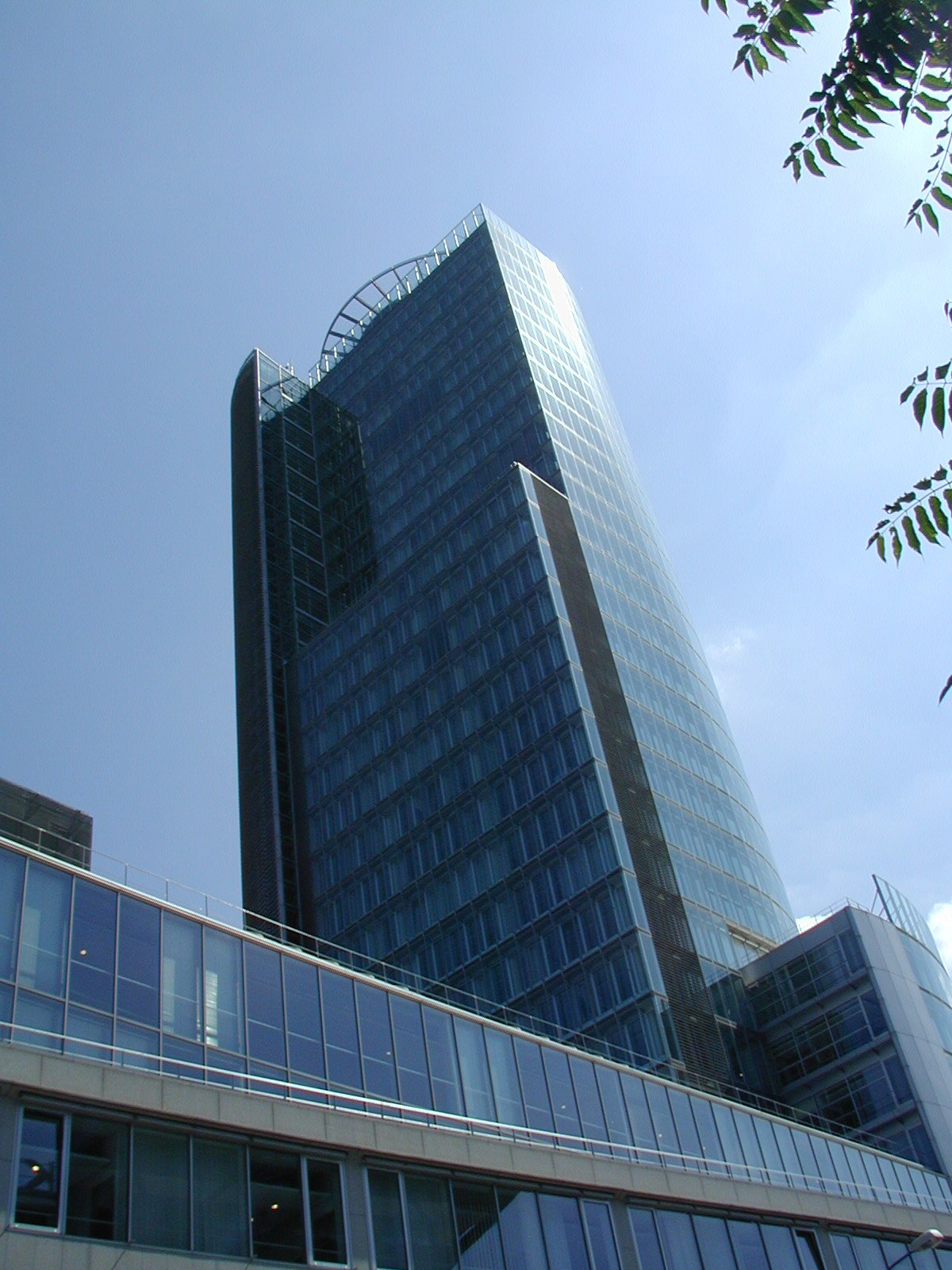
Biurowiec Narodowego Banku Słowacji w Bratysławie

Główne ośrodki turystyczne to Bratysława, Tatry, Słowacki Raj, Kras Słowacki oraz kąpieliska termalne. Najczęściej kraj odwiedzają Czesi, Polacy i Węgrzy. Słowacja nie należy do krajów bardzo popularnych turystycznie, lecz liczba przyjazdów regularnie rośnie. W 2005 r. przyjechało 1 515 000 turystów, a zyski z turystyki oszacowano na 1,21 mld $.
W 2018 na Słowacji były wyznaczone 32 kąpieliska zgodne z wymogami dyrektywy kąpieliskowej. Wszystkie znajdowały się na zbiornikach wodnych, w tym siedem z nich na zbiorniku Veľká Domaša, a pięć na Zbiorniku Zemplińskim. Jakość wody w większości klasyfikowano jako doskonałą, ale w jednym jako niedostateczną.

## Handel zagraniczny
Słowacja ma minimalnie ujemny bilans handlowy. Eksport to głównie samochody i inne pojazdy (25,9%), maszyny i elektronika (21,3%), metale (14,6%), produkty przemysłu chemicznego i minerały (10,1%), plastiki (5,4%). Podobnie jak większość państw Europy Środkowej czołowe miejsce wśród partnerów handlowych zajmują Niemcy, jednak nie mają oni, aż takiego udziału w bilansie handlowym w jak w innych krajach tego regionu. Tradycyjnie Słowację wiążą silne stosunki gospodarcze z Czechami, które są drugim importerem słowackich produktów i drugim eksporterem do Słowacji. Znaczący jest handel z Węgrami, Austrią i Polską. Pomijając najbliższych sąsiadów eksportuje się towary (głównie samochody i elektronikę) do Francji, Włoch i Wielkiej Brytanii. 3 największym importerem jest Rosja. Sprzedaje na Słowację paliwa oraz surowce naturalne.
Ta jednostronna wymiana handlowa z Rosją, sprawia, że kraj jest bardzo uzależniony od rosyjskiego gazu, co ujawniło się podczas kryzysu gazowego na początku 2009 r., kiedy w wyniku sporu Ukrainy z Rosją, Słowacja została pozbawiona tego surowca. Polska ma dodatni bilans handlowy (2007) ze Słowacją. Wartość słowackiego eksportu do Polski wynosi 2,190 mld €, a eksportu polskiego na Słowację 2,219 mld €.

## Transport
W przewozie ładunków główną rolę odgrywa kolej, natomiast w przewozie pasażerów transport drogowy. Sieć autostrad jest słabo rozwinięta i nie połączona ze sobą, jednak stale się ją rozbudowuje. W transporcie rzecznym, główne porty znajdują się w Bratysławie i w miejscowości Komárno. Największy ruch pasażerski odnotowuje się na lotniskach w Bratysławie oraz w Koszycach.

## Emisja gazów cieplarnianych
Emisja równoważnika dwutlenku węgla ze Słowacji wyniosła w 1990 roku 71,031 Mt, z czego 60,545 Mt stanowił dwutlenek węgla. W przeliczeniu na mieszkańca emisja wyniosła wówczas 11,449 t dwutlenku węgla, a w przeliczeniu na 1 dolar PKB 1020 kg. Następnie emisje powoli, ale dość stabilnie spadały w większości branż z wyjątkiem transportu. Równocześnie emisje metanu czy podtlenku azotu utrzymują się cały czas na podobnym poziomie. W 2018 emisja dwutlenku węgla pochodzenia kopalnego wyniosła 38,088 Mt, a w przeliczeniu na mieszkańca 6,989 t i w przeliczeniu na 1 dolar PKB 223 kg.